# Eutypella parasitica
Eutypella parasitica är en svampart som beskrevs av R.W. Davidson & R.C. Lorenz 1938. Eutypella parasitica ingår i släktet Eutypella och familjen Diatrypaceae.  Artens status i Sverige är: Ej påträffad. Inga underarter finns listade i Catalogue of Life.

## Källor

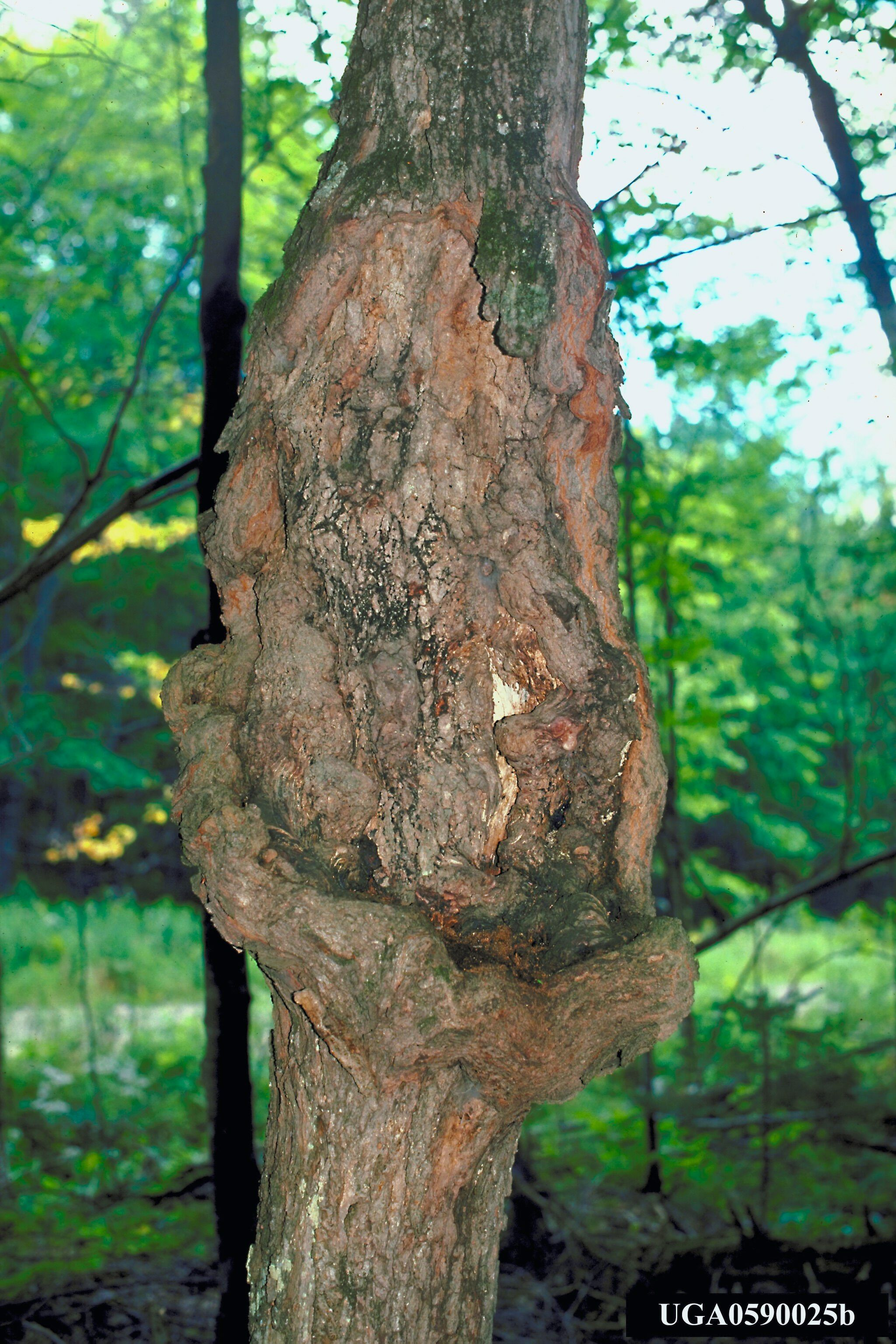